# Regina (film 1987)
Regina è un film del 1987 diretto da Salvatore Piscicelli.

## Trama
Regina è una bella attrice di quarant'anni in crisi esistenziale. Durante una festa in casa della sua agente Lalla incontra Lorenzo, un giovane con cui instaura una tormentata relazione. Il loro rapporto via via si consolida, ma in modo sadomasochistico: tra i due le violenze e le umiliazioni reciproche sono continue. Al ritorno in città dopo una vacanza trascorsa in un'isola, Regina non intende più vedere Lorenzo e si chiude in casa. Ma Lalla li fa incontrare nuovamente. Nel loro drammatico incontro, Regina offende Lorenzo e si procura una ferita al braccio con un coltello, dicendogli che lo avrebbe denunciato. Lorenzo prende in mano il coltello e colpisce Regina.